# Sąkieły Wielkie
Sąkieły Wielkie (niem. Groß Sunkeln) – osada wsi Zabrost Wielki w Polsce, w województwie warmińsko-mazurskim, w powiecie węgorzewskim, w gminie Budry.
W latach 1975–1998 miejscowość administracyjnie należała do województwa suwalskiego.

## Nazwa
28 marca 1949 r. ustalono urzędową polską nazwę miejscowości – Sąkieły Wielkie, określając drugi przypadek jako Sąkieł Wielkich, a przymiotnik – sąkielski.